# فودرز
فودرز (انگلیسی: Fodor's) یک شرکت انتشاراتی کتاب‌های راهنمای سفر و اطلاعات گردشگری است که در سال ۱۹۴۹ در پاریس بنیان‌گذاری شد. این شرکت را رندوم هاوس در سال ۱۹۸۶ در اختیار گرفت و سپس در سال ۲۰۱۶ آن را به اینترنت برندز واگذار کرد.
فودرز بیش از ۴۴۰ راهنمای مسافرتی (در ۱۴ دوره) برای بیش از ۳۰۰ مقصد سفر منتشر کرده‌است و بیش از ۷۰۰ پژوهشگر دائمی در سراسر جهان دارد. وب سایت آن که در سال ۱۹۹۶ راه اندازی شد، در سال ۲۰۰۴ نامزد دریافت جایزه وبی شد.